# Today静岡
『TODAY静岡』（トゥデイしずおか）は、1982年4月5日から1985年3月29日まで静岡第一テレビ（SDT）で放送されたローカルニュース番組である。

## 概要
1979年7月の開局以降、同局はローカルニュース『第一テレビニュース』を正味2分の枠で放送していた。その後2分30秒、さらに4分30秒と放送時間（正味枠）が拡大されていき、開局から3年9か月を経てスタートしたこの番組で15分枠になった。以来、夕方の基幹ニュースを内包するようになった。
放送枠15分のこの番組は3年間続き、後継番組の『TODAYしずおか』からは2倍の30分枠で放送されるようになった。

## キャスター
- 若月雄介（当時SDTアナウンサー）[2]
- 青木須美子（元札幌テレビアナウンサー）[2]

## コーナー
- 企画ニュース[2]
- ストレートニュース[2]
- 天気予報[7]